# Война на реке Рог
Война на реке Рог (англ. Rogue River War) — вооружённый конфликт между Соединёнными Штатами и индейскими племенами, происходивший в южной части современного американского штата Орегон с 1855 по 1856 годы. Индейцы, принимавшие участие в войне, были известны американцам под общим темином рог-ривер. Конфликт окончился победой США и поселением индейцев в резервации.

## Предыстория
До 1850 года между индейцами рог-ривер и белыми поселенцами были относительно мирными, хотя периодически и происходили конфликты. Но начиная с середины XIX века туземцы стали проявлять больше агрессии к иммигрантам с Востока. Видя устойчивый прилив белых поселенцев, постоянно прибывающих в Орегон, индейцы начали понимать, что с таким положением вещей им скоро просто не останется здесь места. Также было велико искушение украсть или ограбить, особенно, когда была хорошая возможность атаковать небольшие караваны. В каких-то случаях американцы отбивали атаки, а в каких-то платили жизнями и собственностью уже в конце своего нелёгкого и продолжительного путешествия через весь континент. Враждебные действия рог-ривер сделали путь в Калифорнию чрезвычайно опасным.
Дальнейшие столкновения с индейцами привели к заключению договора в 1853 году, согласно которому рог-ривер уступали американским властям около 2500 миль² своей территории. Взамен они получали 60 000 долларов, часть из которых была удержана в счёт погашения убытков от их враждебных действий, и резервацию Тейбл-Рок, площадью 100 миль². Мир оказался недолгим и по мере роста евроамериканцев в Орегоне среди рог-ривер вновь начались волнения и конфликты продолжились.